# Richard A. Gardner
Richard Alan Gardner (* 28. April 1931 in Bronx, New York City; † 25. Mai 2003 in Tenafly, New Jersey) war ein US-amerikanischer Kinderpsychiater.

## Leben
Gardner studierte Medizin und Psychiatrie an verschiedenen Universitäten in New York mit dem Abschluss M.D. Er war für kurze Zeit als US-Army-Psychiater in Deutschland stationiert. Seit 1963 war er Clinical Professor of Psychiatry an der Columbia-Universität, ein akademischer Titel, „den medizinische Fakultäten in den USA Ärzten verleihen, die Studenten erlauben, bei ihrer Arbeit zu hospitieren.“ Im Gegensatz zum Titel „Professor für Klinische Medizin“ (Professor of Clinical Medicine) „weist der Titel, den Gardner besitzt, weder auf eine vollgültige Mitgliedschaft in der Fakultät noch auf Forschungsleistungen hin.“
Einen hohen Bekanntheitsgrad erlangte er durch die Einführung des Modells der Parental Alienation Syndrome (PAS, deutsch Elterliches Entfremdungssyndrom) im Jahr 1985. Nach der Einführung des PAS distanzierten sich Gardner und die Columbia University voneinander. Danach arbeitete Gardner in einer privaten Praxis in New York, jedoch hauptsächlich und im wachsenden Umfang als Gutachter das PAS betreffend.
Gardner war verheiratet und hatte drei Kinder. Seine Ehe mit Lee Gardner wurde geschieden. Am 25. Mai 2003 beging Gardner Suizid. Sein Sohn berichtete, dass Gardner zunehmend an Symptomen eines komplexen regionalen Schmerzsyndroms gelitten hatte.

## Wirken
Gardner verfasste mehr als 40 Bücher und über 250 Artikel über Themen der Kinderpsychiatrie. Die Mehrzahl von Gardners Büchern und Artikeln erschien in seinem Selbstverlag Creative Therapeutics, in dem keine Werke anderer Autoren veröffentlicht wurden.
Neben seiner Lehrtätigkeit war er auch als Gutachter tätig.

### Trennungssituationen und PAS
Gardner schrieb extensiv über das Thema Scheidung. Zu einer Zeit, in der sich Paare in den Vereinigten Staaten häufiger scheiden ließen, veröffentlichte Gardner im Jahr 1970 das Buch Boys and Girls Book About Divorce. Darin gab er Kindern Ratschläge, wie sie mit den Stressoren und mit ihren Eltern umgehen sollen.
Gardner prägte 1985 den Begriff Parental Alienation Syndrome (PAS), der auf eigenen Beobachtungen in seiner Arbeit als Kinderpsychiater beruht. Es handele sich nach Gardner um einen Subtyp elterlicher Entfremdung, bei dem ein Elternteil das Kind manipuliert mit der Folge der Entfremdung des Kindes vom anderen Elternteil. Das PAS äußere sich nach Gardner dadurch, dass
1. das Kind den entfremdeten Elternteil unbegründet zurückweist und verunglimpft,
2. absurde Gründe für seine Ablehnung des entfremdeten Elternteils anführt,
3. den entfremdeten Elternteil als vollständig schlecht ansieht,
4. reflexartig für den betreuenden Elternteil Partei ergreift,
5. seine Feindseligkeit auf die gesamte Familie und das weitere Umfeld des entfremdeten Elternteils ausweitet,
6. Redewendungen von dem betreuenden Elternteil übernimmt,
7. keine Schuldgefühle hat und
8. seine „eigene Meinung“ besonders betont.[8]

1987 verfasste Gardner das Buch The Parental Alienation Syndrome and the Differentiation Between Fabricated and Genuine Child Sex Abuse und veröffentlichte es im Selbstverlag.

### Innerfamiliäre Pädophilie
In den 1980er Jahren interessierte Gardner sich zunehmend für Fälle von sexuellem Kindermissbrauch, die er für ein Ergebnis einer nationalen Hysterie hielt. Zu sexuellen Handlungen zwischen Erwachsenen und Kindern vertrat er die Auffassung, dass „innerfamiliäre Pädophilie (das heißt, Inzest) weit verbreitet und ... wohl eine alte Tradition“ sei. Das sexuell missbrauchte Kind werde allgemein als Opfer betrachtet, obwohl das Kind die sexuelle Handlung initiiert haben könnte. Ob die Erfahrung traumatisch ist, sei eine soziale Einstellung. Sexuell missbrauchten Kindern könne geholfen werden, wenn sie lernten, dass sexuelle Handlungen zwischen Erwachsenen und Kindern nicht allgemein als verwerflich betrachtet werden. Für die Therapie der Mütter empfahl er, sie solle ihre Wut auf den Ehemann entschärfen und sexuell wieder mehr ansprechbar für ihn werden. Dem pädophilen Vater könne in der Therapie geholfen werden, wenn er rationalisiere, dass Pädophilie eine weltweit verbreitete und akzeptierte Praxis sei, und es nichts gebe, wofür man sich schuldig fühlen müsse.
1991 veröffentlichte er Sex-Abuse Hysteria: Salem Witch Trials Revisited im Selbstverlag. 1992 verfasste er das Buch True and False Accusations of Child Sex Abuse.

### Begutachtungen
In mehreren hundert Fällen trat er in den Vereinigten Staaten als Gutachter in Sorgerechtsfällen vor Gericht auf. Gardner arbeitete zum Beispiel mit den Anwälten von Kelly Michaels, einer Kindererzieherin aus New Jersey, zusammen, die in einem in den Medien viel thematisierten Prozess wegen Kindesmisshandlung verurteilt worden war und fünf Jahre später freigesprochen wurde. Eine andere viel beachtete Gerichtsverhandlung, an der sich Gardner beteiligt hatte, war ein Sorgerechtsstreit, bei dem sich die drei Söhne eines Paares weigerten, den Vater zu besuchen, weil dieser gewalttätig gewesen sei. Gardner sagte aus, dass die Kinder manipuliert worden seien und an PAS litten, der Richter verordnete daraufhin, dass die Jungen die Besuche beim Vater fortsetzen und sich respektvoll und gehorsam benehmen. Einer der Jungen wurde kurze Zeit später tot aufgefunden.
Gardner wurde in den amerikanischen Medien bei Fällen mit großer Öffentlichkeit wie dem Sorgerechtsstreit zwischen Mia Farrow und Woody Allen vielfach zitiert. Er empfahl auch in krassen Fällen von Missbrauchsbeschuldigungen, dem beschuldigten Elternteil das Sorgerecht zu geben, auch wenn das Kind selbst Besuche dieses Elternteils ablehnte. In einem Nachruf der britischen Tageszeitung The Independent wurde er als „American monster“ bezeichnet.

## Audio
- Wie rechte Netzwerke das Familienrecht unterwandern Die Entfremdungs-Lüge, 55.30 Minuten Audio-Version, von Heiko Rahms und Stephanie Schmidt, Deutschlandfunk Feature, 15. April 2025, Sorgerecht Wie rechte Netzwerke gegen Mütter vorgehen

## Rezeption
Gardners Annahmen über die Häufigkeit falscher Anschuldigungen sexuellen Kindermissbrauchs wurden von mehreren Autoren als falsch und hetzerisch kritisiert. In seinem Buch The Parental Alienation Syndrome and the Differentiation between Fabricated and Genuine Sexual Abuse (1992) behauptete Gardner, dass in Sorgerechtsstreitigkeiten die meisten Kinder, die angeben, sexuell missbraucht worden zu sein, sich den sexuellen Missbrauch ausgedacht haben. Andere Wissenschaftler argumentieren, dass diese Aussage empirisch unbestätigt sei oder wissenschaftlichen Ergebnissen widerspreche.